# 秋田銀行 (1896年-1941年)
(旧)株式会社秋田銀行 （あきたぎんこう）は明治期に秋田県秋田市で設立され、1941年まで存在した銀行。現在の秋田銀行の前身の一つ。

## 概要

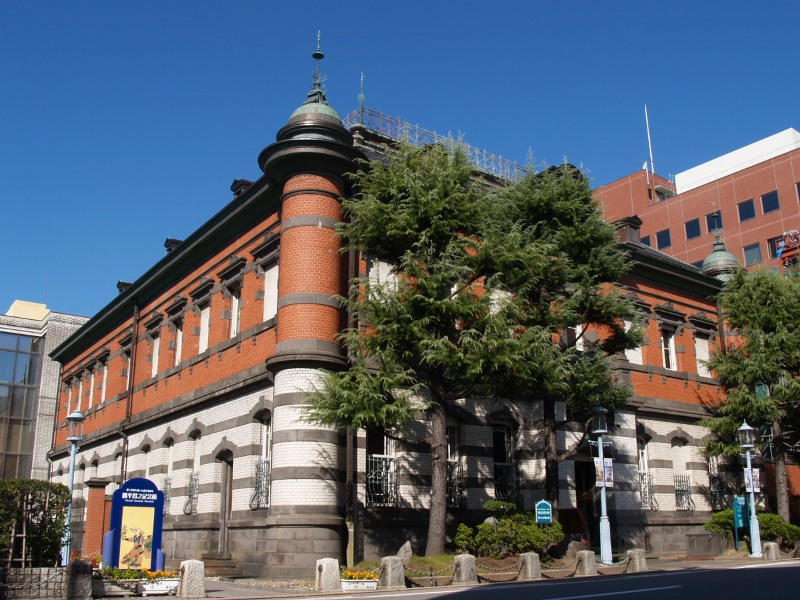
旧・秋田銀行本店
（現在は、秋田市立赤れんが郷土館）

1896年（明治29年）に営業満期を迎える第一国立銀行の秋田支店を譲り受け秋田に銀行を設立しようと池田甚之助、2代目辻兵吉ら10人が発起人となり、同年5月に秋田市大町2丁目28番地にて開業。池田が初代頭取に就任、資本金30万円。
同年9月、8月31日で廃止された第一国立銀行秋田支店の営業部門と職員ならびに営業所の譲渡を受け、同支店の跡地秋田市大町3丁目21番地に本店を移転。
1941年（昭和16年）に第四十八銀行、湯沢銀行と合併し秋田銀行を新たに設立した。これにより、最後の頭取となった3代目辻兵吉は、新たな秋田銀行の初代頭取に就任している。

## 沿革
- 1895年（明治28年）11月25日：秋田銀行設立発起人総会
- 1895年（明治28年）12月9日：発起認可申請
- 1895年（明治28年）12月27日：設立発起認可
- 1896年（明治29年）3月4日：秋田銀行設立総会
- 1896年（明治29年）3月14日：設立許可申請
- 1896年（明治29年）4月4日：認可
- 1896年（明治29年）5月9日：開業
- 1928年（昭和3年）5月21日：仙北銀行を合併し大曲、土屋館、神宮寺、六郷、角館、長野支店開設
- 1928年（昭和3年）8月11日：池田銀行を合併し刈和野支店開設
- 1928年（昭和3年）11月1日：能代銀行を合併し、能代支店を開設
- 1938年（昭和13年）1月10日：平鹿銀行を合併し角間川、増田、湯沢支店開設
- 1941年（昭和16年）10月20日：第四十八銀行、湯沢銀行と合併し秋田銀行を新立

## 歴代頭取
| 代 | 氏名        | 期間                          | 備考                    |
| -- | ----------- | ----------------------------- | ----------------------- |
| 1  | 池田甚之助  | 1896年5月9日～1901年10月27日  |                         |
| 2  | 2代目辻兵吉 | 1902年1月12日～1926年4月26日  |                         |
| 3  | 奈良磐松    | 1926年8月25日～1927年7月25日  | 現・秋田銀行の2代目頭取 |
| 4  | 3代目辻兵吉 | 1927年7月25日～1941年10月20日 | 現・秋田銀行の初代頭取  |

## 店舗のその後

### 秋田市内
- 本店→秋田銀行秋田支店（1941年（昭和16年）10月20日の現・秋田銀行設立と同時に、旧・秋田銀行本店の窓口を継承する形で新規発足。1945年（昭和20年）、秋田貯蓄銀行跡地へ移転。旧店舗として利用されていた建物は、日本銀行秋田支店仮店舗、秋田銀行信託部、秋田銀行大町出張所（現在の大町支店）などを経て、現在は秋田市立赤れんが郷土館）
- 新屋支店→秋田銀行新屋支店（1971年（昭和46年）、新屋元町へ新築移転。2012年（平成24年）3月12日に、現店舗である新屋扇町へ移転）
- 牛島支店→秋田銀行旧牛島支店（1942年（昭和17年）に廃止。現在の牛島支店は、1970年（昭和45年）に現在地に再設置し、1979年（昭和54年）に建て替えられた店舗）
- 土崎支店→秋田銀行土崎支店（1967年（昭和42年）に現在地に移転し、1997年（平成9年）に同地に建替）

### 秋田市外
- 小坂支店（当初は出張所として設置）→秋田銀行小坂支店（1967年（昭和42年）に移転し、さらに2002年（平成14年）に現店舗に移転）
- 毛馬内支店（当初は出張所として設置）→秋田銀行毛馬内支店（1961年（昭和36年）に建て替え後、1988年（昭和63年）に現在地に移転）
- 横手支店→秋田銀行横手支店（1969年（昭和44年）10月に新築移転後、1996年（平成8年）5月27日に現在地に新築移転）
- 本荘支店→秋田銀行本荘支店（1970年（昭和45年）11月9日に現在地に新築後、2019年（令和元年）7月8日、現店舗を新築）

### 秋田県外
- 福島支店→秋田銀行福島支店（設置当初の場所に1940年（昭和15年）、1961年（昭和36年）にそれぞれ建て替えされ、現在に至る）
- 郡山支店→秋田銀行郡山支店（1999年（平成11年）、旧秋田銀行時代の2代目店舗の場所（現秋田銀行発足当初の位置)に建て替え）

## 本店跡
1912年（明治45年）7月完成の本店本館は、現在秋田市立赤れんが郷土館となっている。